# Telebasura (álbum)
Telebasura es el primer EP de la banda madrileña de metal alternativo Skunk D.F. producido por Luis Tárrega de Hamlet y lanzado a través de Zero Records en 1997.

## Lista de canciones
1. "Telebasura"
2. "Represión"
3. "Perro Muerto"
4. "Miseria"

- Datos: Q9082384